# Baia Chiriguano
La baia Chiriguano è una baia larga circa 7 km situata sulla costa meridionale dell'isola Brabant, una delle isole dell'arcipelago Palmer, al largo della costa nord-occidentale della Terra di Graham, in Antartide. Nella baia, la cui bocca si apre tra punta Marina, a est, e capo Lagrange, a ovest, si gettano diversi ghiacciai, tra cui il Koch.

## Storia
Scoperta durante la spedizione di ricerca francese in Antartide svolta dal 1904 al 1907 al comando di Jean-Baptiste Charcot, la baia Chiriguano è stata così battezzata dai membri di una spedizione di ricerca argentina svolta nel 1948-99 in onore del Chiriguano, un rimorchiatore che fu utilizzato nel corso di quella spedizione.